# Malta op het Eurovisiesongfestival 2023

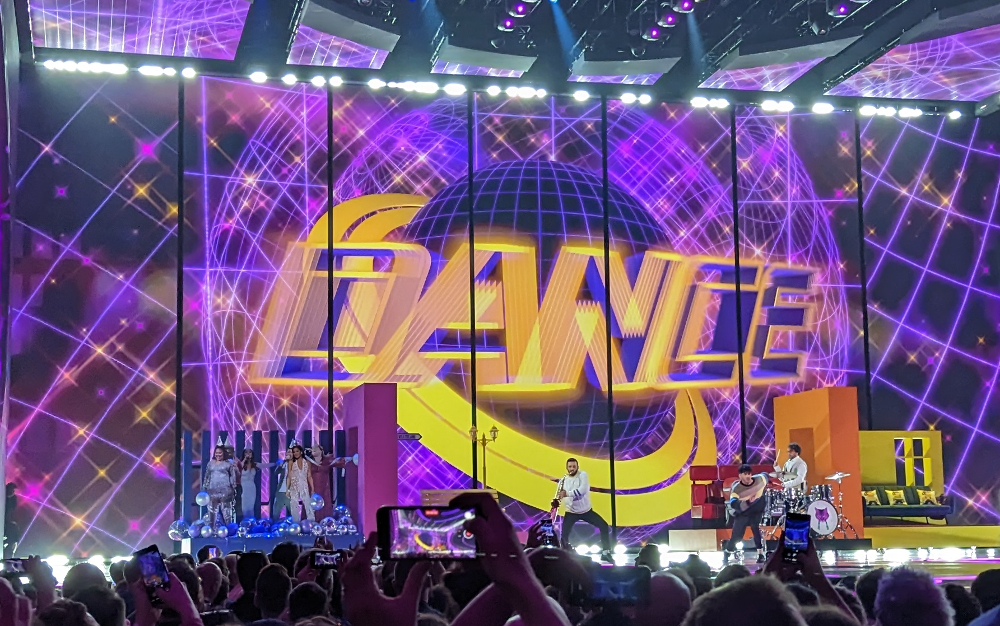
The Busker tijdens de repetities in Liverpool.

Malta nam deel aan het Eurovisiesongfestival 2023 in Liverpool, in het Verenigd Koninkrijk. Het was de 35ste deelname van het land aan het Eurovisiesongfestival. De PBS was verantwoordelijk voor de Maltese bijdrage voor de editie van 2023.

## Selectieprocedure
Net als in 2022 wordt de Maltese inzending gekozen via de nationale preselectie, Malta Eurovision Song Contest. MESC werd tussen 2011 en 2018, en in 2022 ook al als selectiemethode gebruikt.
In tegenstelling tot het jaar ervoor bestaat MESC uit vier kwartfinales, één halve finale en één finale. Het aantal deelnemers werd verhoogd naar 40. Er doen een aantal oude bekende mee; Fabrizio Faniello vertegenwoordigde Malta in 2001 en 2006, Jessika nam voor San Marino deel in 2018, Francesca Sciberras was de Malteese deelnemer op het Junior Eurovisiesongfestival 2009, Eliana Gomez Blanco vertegenwoordigde Malta op het Junior Eurovisiesongfestival 2019.

## Malta Eurovision Song Contest
| Artiest              | Liedje                 |
| -------------------- | ---------------------- |
| Aidan                | Reġina                 |
| Andre                | Broken Hill            |
| Bradley Debono       | Blackout               |
| Brooke               | Checkmate              |
| Cheryl Balzan        | La La Land             |
| Chris Grech          | Indescribable          |
| Christian Arding     | Eku ċar                |
| Clintess             | Lura qatt              |
| Dan                  | It'll Be OK            |
| Dario                | Pawn in a Game         |
| Dario Bezzina        | Bridle Road            |
| Dominic and Anna     | Whatever Wind May Blow |
| Eliana Gomez Blanco  | Guess What             |
| Fabrizio Faniello    | Try to Be Better       |
| Francesca Sciberras  | Masquerade             |
| Geo Debono           | The Mirror             |
| Giada                | I Depend on You        |
| Greta Tude           | Sound of My Stilettos  |
| Haley                | Tik Tok                |
| Ian                  | On My Own              |
| Jake                 | Love You Like That     |
| James Louis          | Dream                  |
| Jason Scerri         | Anything Can Happen    |
| Jessika              | Unapologetic           |
| John Galea           | Trailblazer            |
| Kirstie              | Girls Get Down         |
| Klinsmann            | Piranah                |
| Lyndsay              | Haunted                |
| Maria Christina      | Our Flame              |
| Maria Debono         | X'allegrija            |
| Marie Claire         | Thankful               |
| Mark Anthony Bartolo | Tears                  |
| Matt Blxck           | Up                     |
| Maxine Pace          | Alone                  |
| Mike                 | Leħen fiċ-ċpar         |
| Nathan               | Creeping Walls         |
| Ryan Hili            | In the Silence         |
| Stefan Galea         | Heartbreaker           |
| Stefan Xuereb        | What Do You Want?      |
| The Busker           | Dance (Our Own Party)  |

## In Liverpool
The Busker nam deel aan de eerste halve finale op 9 mei 2023. Het land stootte niet door naar de grote finale. De groep eindigde op de 15de plaats in de halve finale met slechts 3 punten.
1971 · 1972 · 1973-1974 · 1975 · 1976-1990 · 1991 · 1992 · 1993 · 1994 · 1995 · 1996 · 1997 · 1998 · 1999 · 2000 · 2001 · 2002 · 2003 · 2004 · 2005 · 2006 · 2007 · 2008 · 2009 · 2010 · 2011 · 2012 · 2013 · 2014 · 2015 · 2016 · 2017 · 2018 · 2019 · 2020 · 2021 · 2022 · 2023 · 2024 · 2025
Albanië · Armenië · Australië · Azerbeidzjan · België · Cyprus · Denemarken · Duitsland · Estland · Finland · Frankrijk · Georgië · Griekenland · Ierland · IJsland · Israël · Italië · Kroatië · Letland · Litouwen · Malta · Moldavië · Nederland · Noorwegen · Oekraïne · Oostenrijk · Polen · Portugal · Roemenië · San Marino · Servië · Slovenië · Spanje · Tsjechië · Verenigd Koninkrijk · Zweden · Zwitserland